# わかば総研
株式会社わかば総研（わかばそうけん）は、中小企業の営業支援コンサルティング及び資金調達コンサルティングを行う大阪市の企業。

## 沿革
- 2007年（平成19年）5月 - 株式会社わかば総研を設立。
- 2008年（平成20年）4月 - 金融商品仲介業(近畿財務局長(金仲)第159号)に登録。
- 2009年（平成21年）6月22日 - グリーンシート銘柄指定し、株式公開。
- 2009年（平成21年）11月 - 株式会社matrixの株式の取得（子会社化）。
- 2011年（平成22年）5月9日 - わかば総研第１回無担保転換社債型新株予約権付社債（転換社債型新株予約権付社債間限定同順位特約付）（証券コード：900012192）をグリーンシート銘柄指定。
- 2011年（平成22年）6月30日 - わかば総研第１回無担保転換社債型新株予約権付社債が募集終了のため、グリーンシートでの気配提示終了。
- 2011年（平成22年）10月21日 - グリーンシート銘柄取消。